# Ricardo Abreu Ribeiro
Ricardo Abreu Ribeiro (* 27. ledna 1990, Moreira de Cónegos, Guimarães, Portugalsko) je portugalský fotbalový brankář, který v současné době působí v portugalském klubu SC Olhanense.

## Klubová kariéra
Prošel mládežnickými týmy portugalského klubu Moreirense FC.
V létě 2013 přestoupil do prvoligového týmu GD Estoril Praia, kde dělá brankářskou dvojku za brazilským gólmanem Vagnerem da Silvou.
S Estorilem se představil v základní skupině Evropské ligy 2013/14, kde vedle českého klubu FC Slovan Liberec narazil na německý SC Freiburg a španělskou Sevillu. Ve skupině skončil Estoril se ziskem 3 bodů na posledním čtvrtém místě, do jarních vyřazovacích bojů se tak hráč s klubem neprobojoval. V závěrečném utkání s Libercem střídal ve 27. minutě kapitána a prvního brankáře Vagnera da Silvu.